# Constante de basicidade
Em química, constante de basicidade Kb, também chamada constante de dissociação básica  ou constante de ionização básica é uma constante de equilíbrio que representa, a uma dada temperatura, o grau de dissociação de uma base de Brønsted, numa reação de equilíbrio químico. É uma medida da força de uma base fraca. 
O sistema de equilíbrio para una base fraca em solução aquosa é o seguinte:
{\displaystyle {\ce {B\leftrightharpoons BH^{+}{+}OH-}}}
Tal como os ácidos, segundo a teoria de Bronsted-Lowry, uma base forte tem grande tendência a aceitar prótons. Tal tendência depende da espécie com a qual reage. Para se comparar a força das bases, a água é normalmente tomada como referência. A força de uma base pode ser comparada quantitativamente por meio da constante de basicidade: quanto maior for a constante, maior será a tendência da base a dissociar-se e maior será a sua "força".
Dada a reação de dissociação de uma base genérica {\displaystyle {\ce {BOH}}}
{\displaystyle {\ce {BOH\leftrightharpoons B^{+}{+}OH-}}}
a constante de dissociação básica Kb é definida por:
{\displaystyle {\ce {K_{b}= {\frac {[B^+][OH^{-}]}{[BOH]}}}}}
onde {\displaystyle [BOH]} indica a concentração molar da base {\displaystyle BOH} na solução.
Os valores das constantes de dissociação reportados pela literatura são convencionalmente obtidos a 20°C; muitas vezes os valores das constantes não são relatados, mas, sim, o correspondente pKb, que é definido como o cologaritmo de {\displaystyle K_{b}}:
{\displaystyle {\text{pK}}_{\text{b}}=-\log _{10}{\text{K}}_{\text{b}}}